# Porella platyphylla
Porella platyphylla là một loài rêu tản trong họ Porellaceae. Loài này được (L.) Pfeiff. miêu tả khoa học lần đầu tiên năm 1855.

## Hình ảnh

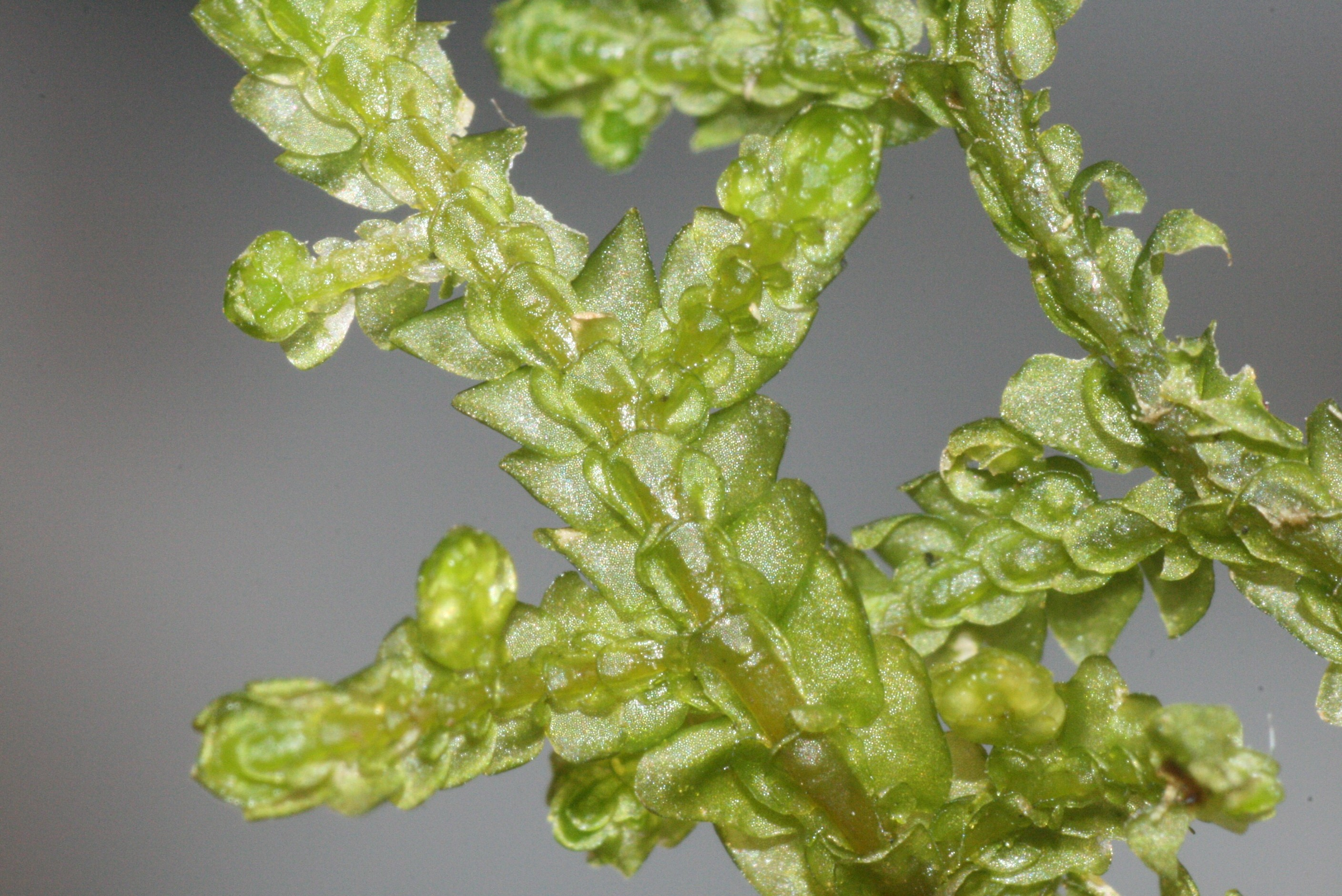
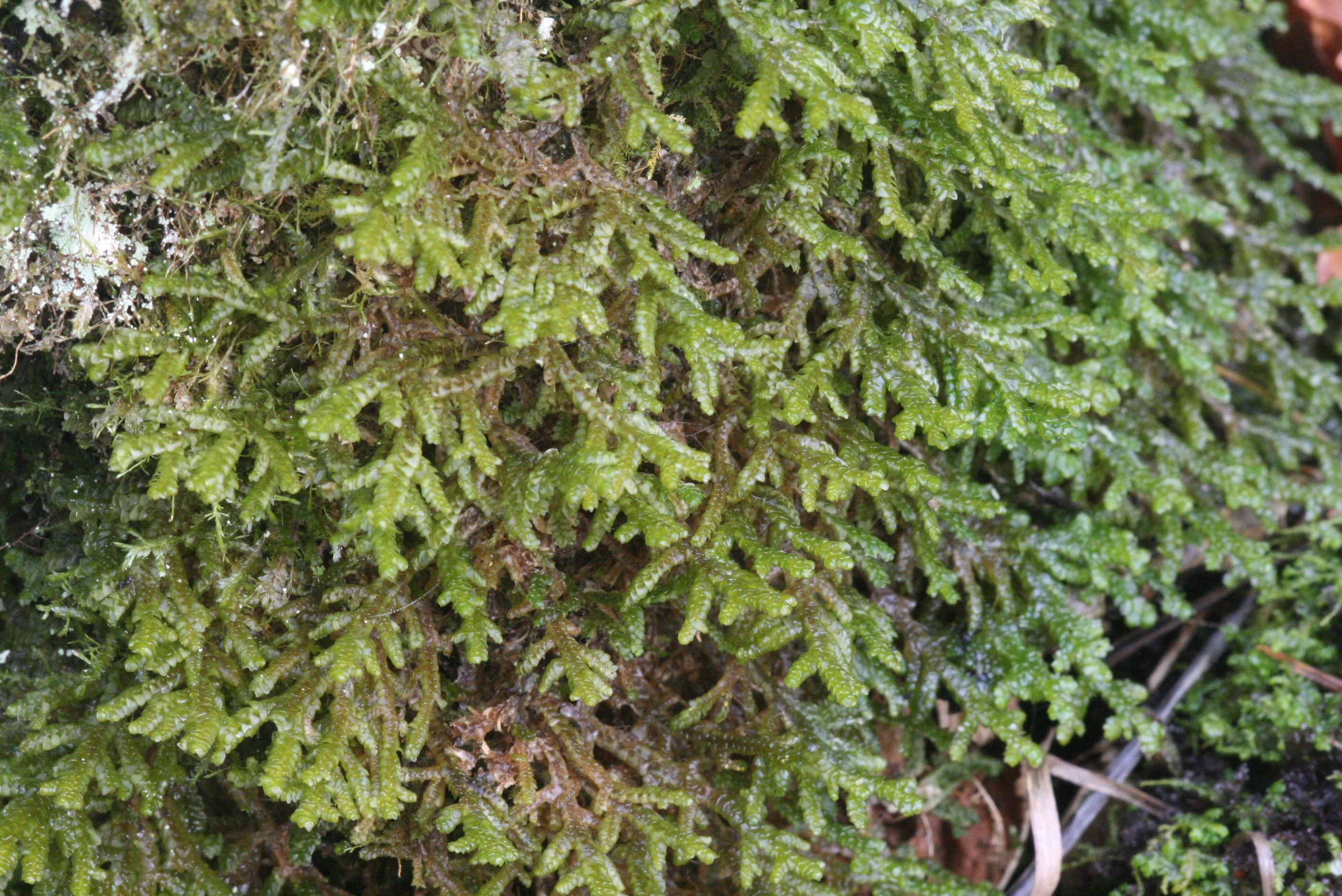
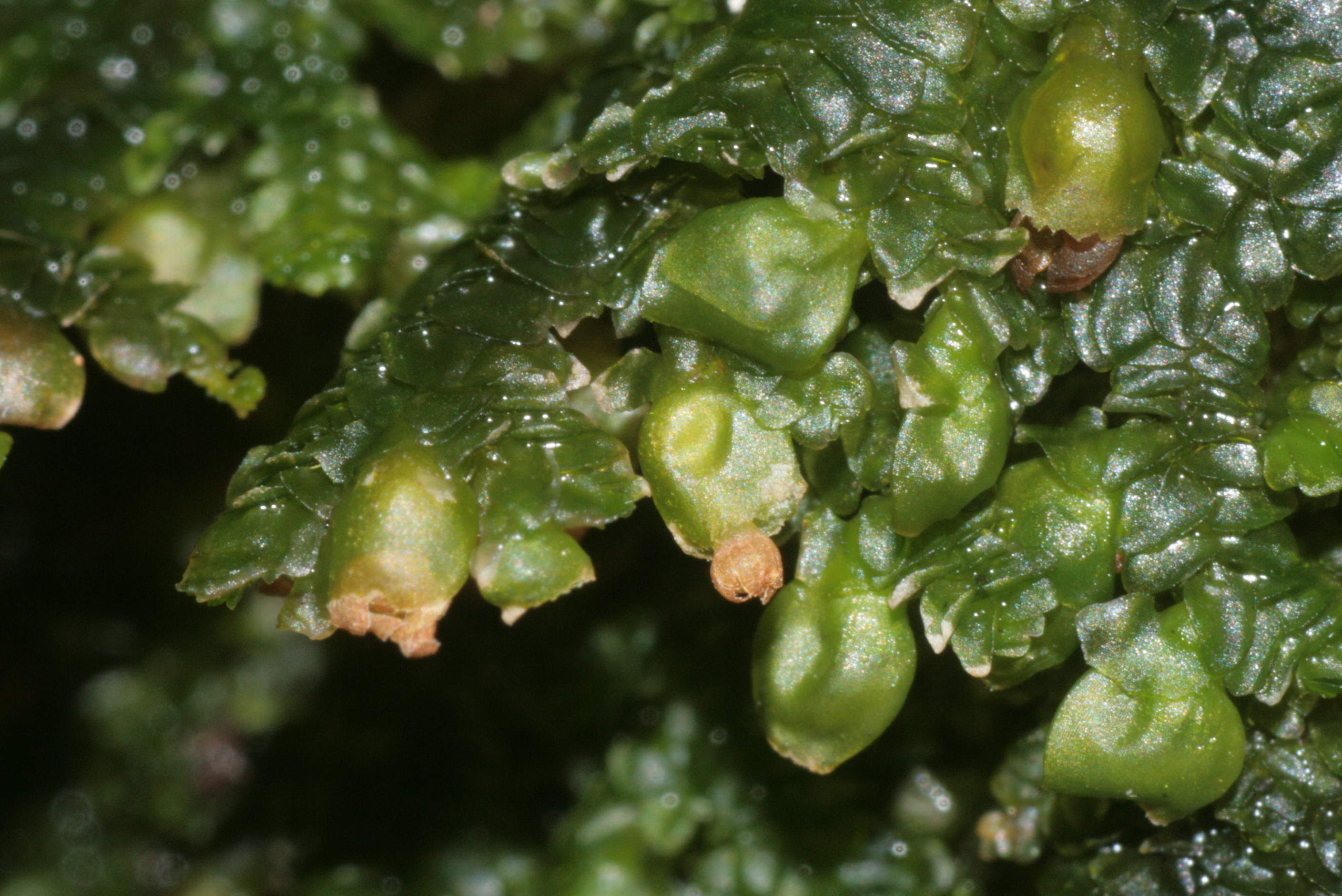
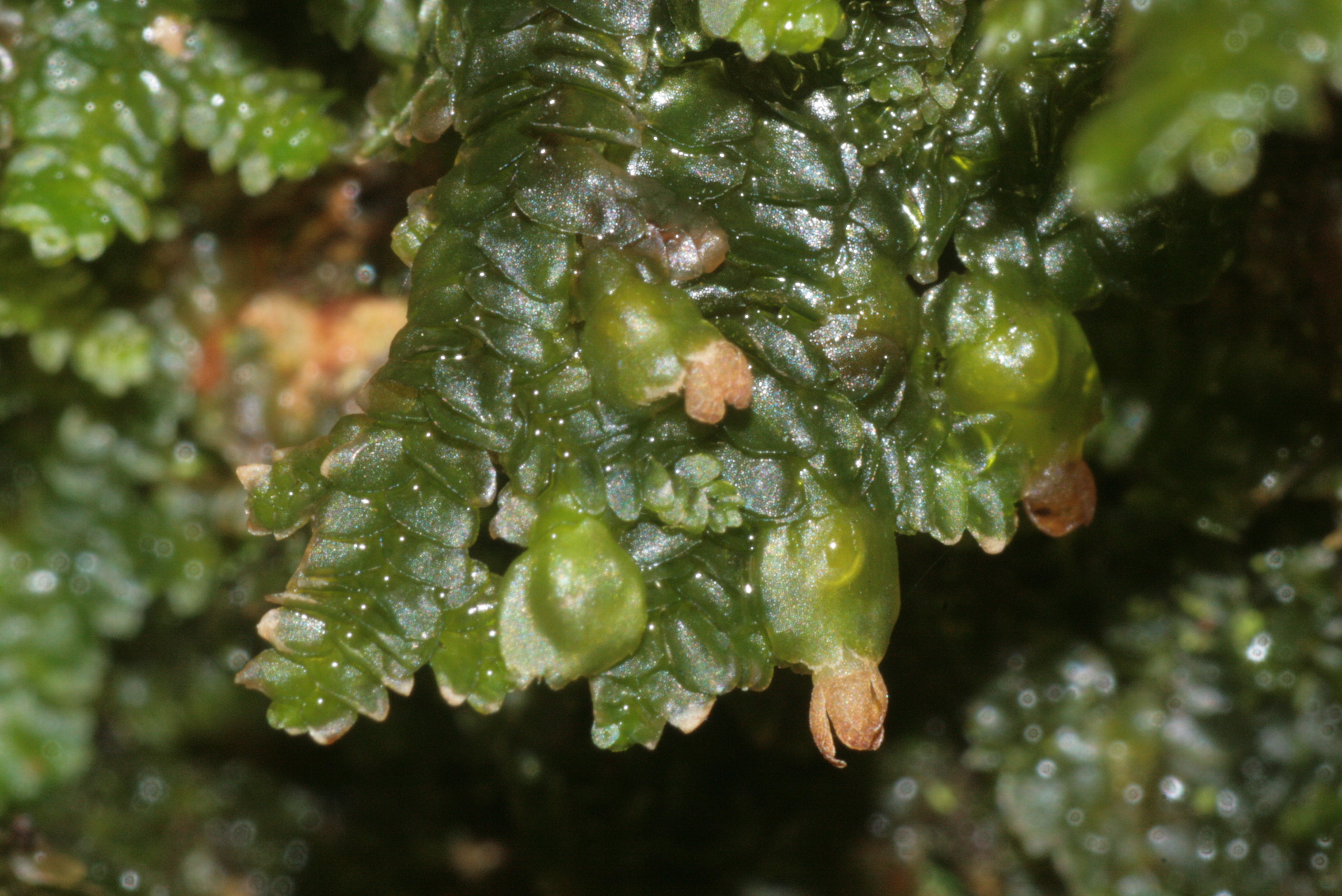